# Donald Sutherland (homme politique)
Pour les articles homonymes, voir Donald Sutherland (homonymie) et Sutherland.
Donald Sutherland (8 avril 1863-1er janvier 1949) est un homme politique canadien de l'Ontario. Il est député fédéral conservateur et ensuite progressiste-conservateur de la circonscription ontarienne d'Oxford-Sud de 1911 à 1926. Il est ministre dans le cabinet du premier ministre Arthur Meighen.
Il est également député provincial consrervateur de la circonscription ontarienne de Oxford-Sud (en) de 1902 à 1908.

## Biographie
Né à Zorra Township dans le Canada-Ouest, Sutherland tente d'être élu à la Chambre des communes du Canada pour la première fois en 1908. Parvenant à se faire élire en 1911, il est réélu en 1917, 1921 et en 1925. Il est défait en 1926, 1930 et lors d'une élection partielle en 1934.
En 1926, il est ministre sans portefeuille dans le bref gouvernement d'Arthur Meighen. 
Il est nommé au Sénat du Canada en 1935 pour la division sénatoriale d'Oxford. Il meurt en fonction en 1949.